# Йоганна Бейстинер

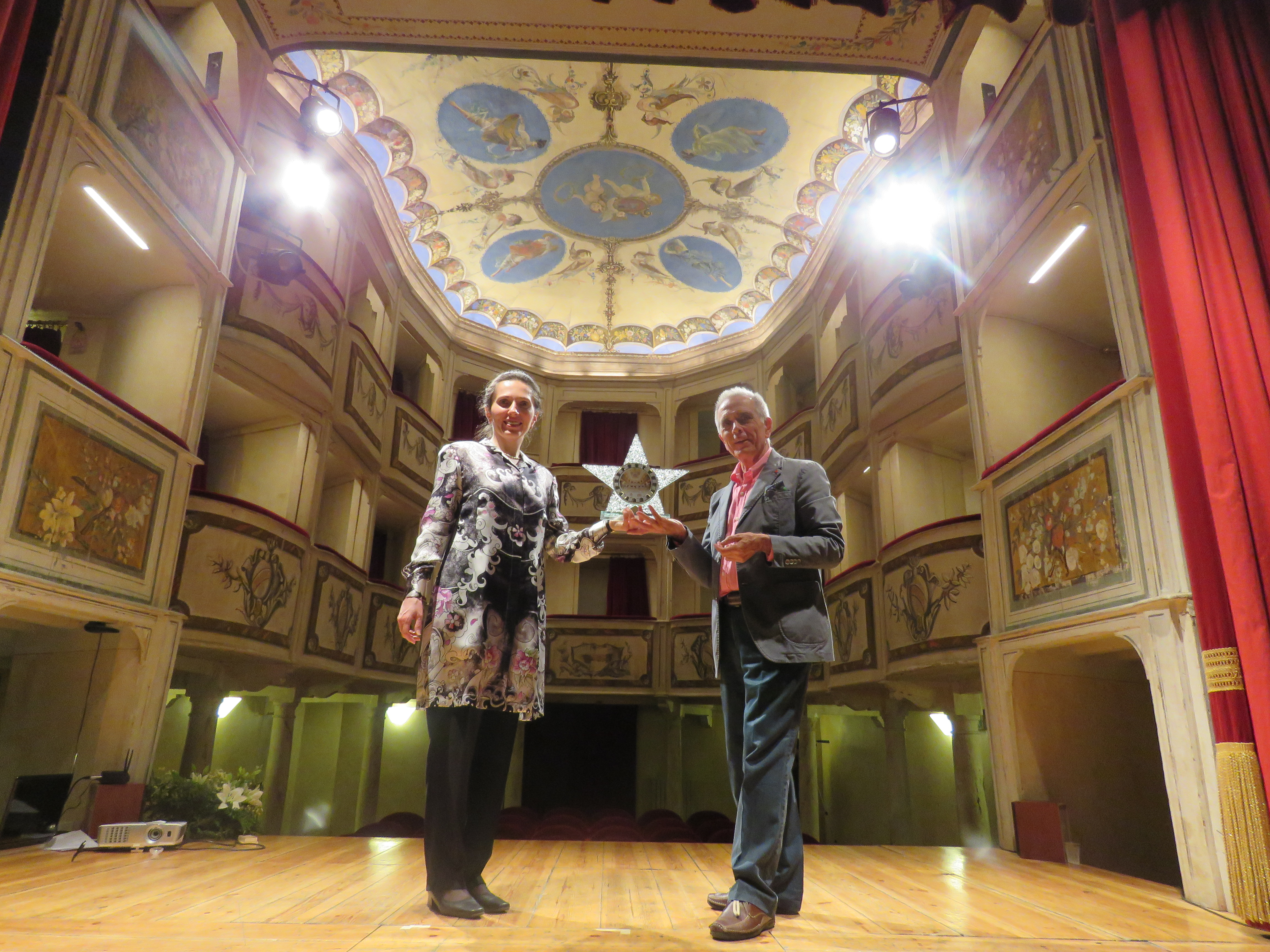
Йоганна Бейстинер (ліворуч) отримує Нагороду Театру делла Конкордія 2016 року від Едоардо Бренчи

Йоганна Бейстинер (нім. Johanna Beisteiner; нар.. 20 лютого 1976 року, Вінер-Нойштадт, Австрія) — австрійська класична гітаристка.

## Життєпис
Йоганна Бейстинер почала вчитися музиці в дев'ятирічному віці в музичній школі імені Йозефа Маттіаса Гауера у Вінер-Нойштадті. У 1992 році вона вступила до Віденського університету музики та виконавського мистецтва, закінчивши його по класу гітари. Крім того, Бейстинер вивчала музикознавство і в 2005 році захистила там же докторську дисертацію «Класична музика у фігурному катанні, синхронному плаванні та художній гімнастиці» (нім. Kunstmusik in Eiskunstlauf, Synchronschwimmen und rhythmischer Gymnastik).
Йоганна Бейстинер володіє широким репертуаром від ренесансу до наших днів. Зокрема, у її виконанні відбулися світові прем'єри творів композиторів Роберта Гулі, Рубена Паче і Едуарда Шафранського. Гітаристка також створює власні твори. Йоганна Бейстинер співпрацювала з Сочинським симфонічним оркестром, Мальтійським філармонічним оркестром, Симфонічним оркестром Угорського радіо, Грацькою камерною філармонією, Будапештським струнним камерним оркестром, з диригентами Олегом Солдатовом, Мішель Кастеллетті, Белою Драхошем, Ахімом Голубом, з танцюристом аргентинського танго Рафаелем Раміресом.
У 2017 році Йоганна Бейстинер була запрошена на Міжнародний фестиваль барокової музики у Валлетті, щоб дати концерти в театрі Маноель, а також Національній бібліотеці Мальти.
Йоганна Бейстинер грає на концертній гітарі мадридського майстра Пауліно Бернабе.

## Нагороди та почесні звання
- 2008 р.: Кришталевий трофей 200 років Театру Конкордіа[5], (Монте-Кастелло-ді-Вибио, Італія.)[6]
- 2011 р.: Почесне членство в товаристві Замок Хоеншенхаузен в м. Берлін, Німеччина.[5]
- 2016 р.: Нагорода Театру делла Конкордія 2016 р. для власного твору Фантазія на теми балету Мінкуса " Дон Кіхот.[7]

## Дискографія

### Компакт-диски
- Fantasy Dance (2001 р.)
- Salon (2002 р.)
- Between present and past (2004 р.)
- Virtuosi italiani della chitarra romantica (2007 р.)
- Austrian Rhapsody (2012 р.)
- Don Quijote (2016 р.)

### DVD
- Live in Budapest (2010 р.)

### Музика до художніх фільмів
- Truce/Перемир'я[8] (США 2004, режисер: Метью Марконі)
- S. O. S Love!/С.O. С. Любов![9] (Угорщина 2007, режисер: Тамаш Шаш)